# Carebaco-Meisterschaft 1999
Die Carebaco-Meisterschaft 1999 im Badminton fand vom 15. bis zum 17. September 1999 in Paramaribo statt.

## Sieger und Platzierte
| Disziplin    | Gold                              | Silber                        | Bronze                             |
| ------------ | --------------------------------- | ----------------------------- | ---------------------------------- |
| Herreneinzel | Mike Beres                        | Mario Carulla                 | Bobby Milroy                       |
| Herreneinzel | Mike Beres                        | Mario Carulla                 | Christian Erichsen                 |
| Dameneinzel  | Kara Solmundson                   | Charmaine Reid                | Adrienn Kocsis                     |
| Dameneinzel  | Kara Solmundson                   | Charmaine Reid                | Denyse Julien                      |
| Herrendoppel | Bobby Milroy William Milroy       | Roy Paul jr. Robert Richards  | Bernardo Monreal Luis Lopezllera   |
| Herrendoppel | Bobby Milroy William Milroy       | Roy Paul jr. Robert Richards  | Pedro Yang Christian Erichsen      |
| Damendoppel  | Milaine Cloutier Robbyn Hermitage | Denyse Julien Charmaine Reid  | Sabrina Cassie Zuedi Mack          |
| Damendoppel  | Milaine Cloutier Robbyn Hermitage | Denyse Julien Charmaine Reid  | Shackerah Cupidon Nigella Saunders |
| Mixed        | Mike Beres Kara Solmundson        | Brent Olynyk Robbyn Hermitage | Mario Carulla Adrienn Kocsis       |
| Mixed        | Mike Beres Kara Solmundson        | Brent Olynyk Robbyn Hermitage | William Milroy Milaine Cloutier    |
| Teams        | Jamaika                           | Trinidad und Tobago           | Guatemala                          |